# Sudadera

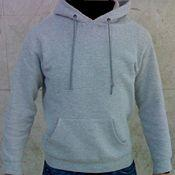
Sudadera

La sudadera (calco de la palabra inglesa sweater, ‘para sudar’), polera, polerón o buzo es una prenda gruesa de algodón que se utiliza para hacer deporte y puede llevar o no capucha.
El uso extendido de esta prenda fuera de las actividades deportivas ha provocado que numerosas firmas lanzaran diferentes líneas de sudaderas.

## Historia de la sudadera
Durante siglos se han documentado prendas y vestidos de hombres y mujeres con capucha. La antigüedad de la producción de este estilo asciende a la Edad Media en Europa, cuando los monjes llevaban las capuchas unidas a la túnica. Este estilo es conocido, al menos, en Inglaterra en el siglo XII y probablemente traído por los normandos en su conquista de Inglaterra.
Como su nombre nos indica, la sudadera fue confeccionada para absorber el sudor. En 1902, Benjamin Russell y sus hijos crearon el primer jersey hecho de algodón que sería conocido como suéter (del inglés sweater) y comercializados a los campus universitarios. Antes de la llegada de esta nueva sudadera, los deportistas universitarios estaban equipados con suéteres de lana, los cuales les hacían sudar muchísimo y les irritaba la piel.
Más tarde, en la década de 1930, la sudadera con capucha fue introducida por vez primera por la marca Champion, comercializando la prenda para los trabajadores de Nueva York que trabajaban con temperaturas cercanas a la congelación. Los empleados de los almacenes frigoríficos y los guardabosques demandaban «algo» que proporcionara más calor que los calzoncillos largos que utilizaban en invierno. La entrepierna estaba cubierta, no tanto así la parte de arriba del cuerpo.
Transcurridos unos años, la sudadera evoluciona y su uso se extiende a los gimnasios. En ese momento, se corta su parte frontal y se le añade una cremallera para quitarla y ponerla más rápido.
Las sudaderas con capucha pasaron del ámbito masculino deportivo tradicional a la contracultura. En los setenta y los ochenta, los skaters del sur de California y los artistas callejeros de Nueva York las adoptaron por motivos que no tenían que ver con una simple moda, ya que ambos colectivos practicaban actividades creativas que la ley no solía ver con buenos ojos. Así que lo que llevaban puesto, además de ser informal e insurrecto y enmarcarlos dentro de su tribu urbana, les permitía ocultar su rostro a la policía. Durante el movimiento del hip-hop de los ochenta y los noventa, la sudadera era en el mundo de la calle un símbolo de autenticidad. Incluso los yuppies, ese arquetipo de los ochenta, optaban por la sudadera para salir a correr por la mañana o practicar fútbol americano.

## Controversia sobre el origen
El origen de la sudadera es discutido por varias firmas de ropa, tales como Champion y Russell Athletic (actualmente dentro de Fruit Of The Loom).

## Otros nombres
- Canguro en Uruguay y Bolivia.
- Buzo o buzo con capucha: en Argentina, Ecuador,  Paraguay, Colombia.
- Polerón en Chile.
- Polera en Perú.
- Suéter en Panamá, Costa Rica, España, Venezuela y Guinea Ecuatorial.